# 15 Cleveden Gardens
Unter der Adresse 15 Cleveden Gardens in der schottischen Stadt Glasgow befindet sich eine Villa. 1970 wurde das Bauwerk in die schottischen Denkmallisten zunächst in der Kategorie B aufgenommen. Die Hochstufung in die höchste Denkmalkategorie A erfolgte 1987.

## Beschreibung
Die Villa wurde 1904 für den Reeder Thomas Prentice erbaut. Prentice beauftragte seinen Bruder Andrew Noble Prentice mit der Planung des Gebäudes.
Die zweistöckige Villa steht am Cleveden Drive im nordwestlichen Glasgower Stadtteil Kelvinside. Sie ist im edwardianischen Stil gestaltet, einer späten Spielart der Neorenaissance. Die südexponierte Frontfassade ist fünf Achsen weit. Mittig tritt ein drei Achsen weiter Risalit mit kolossalen Pilastern heraus. Ebenerdig sind vier weite Rundbogenfenster eingelassen. Mittig befindet sich das rundbögige Eingangsportal mit kleinteiligen Seitenfenstern und Kämpferfenstern. Der Rundbogen ist in eine längliche Aussparung mit reliefierten Zwickeln eingelassen. Die länglichen Fenster im Obergeschoss schließen mit gefasten Architraven, die sich bis unter das ausladende, hölzerne Kranzgesims ziehen. Drei Fenster verfügen über Balkone mit geschwungenen, gusseisernen Geländern. Die Villa schließt mit einem Walmdach mit Dachfenstern. Mittig sitzt eine oktogonale Laterne mit geschwungener Haube und Wetterfahne auf.